# Wuhu (powiat)
Wuhu (chiń. upr. 芜湖县; chiń. trad. 蕪湖縣; pinyin Wúhú Xiàn) – powiat  części prefektury miejskiej Wuhu w prowincji Anhui w Chińskiej Republice Ludowej. Liczba mieszkańców powiatu, w 2010 roku, wynosiła 294 039.